# 渋谷ゆり
渋谷 ゆり（しぶや ゆり、1989年10月18日 - ）は、日本のモデル、タレント。

## 経歴
1989年10月18日、東京都港区に生まれる。青山学院大学卒業。大学生の頃スカウトされ、日本テレビ『恋のから騒ぎ』に出演する。
2012年、事務所フィットワンに所属。『ロンドンハーツ』や、日テレジェニック『アイドルの穴〜日テレジェニックを探せ!〜』などのバラエティ番組出演や、雑誌『ヤングマガジン』『週刊プレイボーイ』など、グラビアアイドルとして人気の最中、2015年突然芸能界を引退し、上海交通大学で留学のために上海へ渡った。中国では映画女優、フィットネスモデルとして活躍し、2020年に日本に帰国。トレーニングジム、フィットネスウェア、プロテインなどをプロデュースしている。

## 人物
- 渋谷ゆりは芸名で、出身地も大学も渋谷寄りだということで、渋谷より→渋谷ゆり と当時のマネージャーが命名した。
- 幼少期からピアノ、ギター、バイオリン、ベースをやっていたため絶対音感がある。
- 日本語、英語、中国語が話せるトライリンガルであり、世界中にファンを抱える。
- 2018年にはInstagramのフォロワーが100万人を突破し、総合のSNSでは200万人を突破したと報告した。
- 筋トレ、ダイエットが趣味で、パーソナルトレーナーの資格を持つ。
- ボディピアスを開けている。

## 作品

### DVD
- ゆりとあなたの非日常（2012年、リバプール）
- ないしょ…。（2013年、ラインコミュニケーションズ）
- 生音 -ひとりじめ-（2014年、QH映像）
- ゆり色（2015年、エアーコントロール）

## 出演

### テレビ番組
- 恋のから騒ぎ（2010年、日本テレビ）
- ロンドンハーツ（2012年、テレビ朝日）
- 情報満喫バラエティ 週末にしたい10のこと!（2011年 - 2012年、日本テレビ）
- アイドルの穴〜日テレジェニックを探せ!〜（2012年、日本テレビ）
- EXスーパーアイドルクイーン（2012年、スカパー!）
- 愛しのメロンパン（2012年、テレ朝チャンネル）
- お説教アイドル 叱るGENJI（2012年、朝日放送）
- 君たちナイスカポー〜SEX鑑定団〜（2012年、LaLaTV）
- グラビアワールドカップ（2012年、日本テレビ）
- 激論!どっちマニア（2012年、テレビ朝日）
- 特報!B級ニュースSHOW（2012年、テレビ東京）
- 見破れ!トリックハンター3（2012年、日本テレビ）
- フジテレビに出たい人TV（2012年、フジテレビ）
- 夜遊び三姉妹（2012年、日本テレビ） - ふるぼっこ堂
- RQなう（2012年、つくばTV）

- カスペ!（2013年、フジテレビ）
- テリー伊藤のTOKYOひとり暮らし娘（2013年、ひかりTV）
- ツボ娘（2014年、TBS）
- 天才リトル（2014年、日本テレビ）
- ニンゲン観察バラエティ モニタリング（2014年、TBS）
- プールdeブログ（2014年、テレビ朝日）
- 真夜中のおバカ騒ぎ!（2014年、MXテレビ）
- ノブナカなんなん？(2019年、テレビ朝日)
- 櫻井・有吉 THE夜会(2020年、TBS)

### 男性誌
- 週刊プレイボーイ（集英社）
- ヤングマガジン（講談社）
- アクション（双葉社）
- アサヒ芸能（徳間書店）
- EX MAX!（ぶんか社）
- EX MAX! Special（ぶんか社）
- CIRCUS MAX（KKベストセラーズ）
- Yha!Hip&Lip（ワニマガジン）
- ギャルズパラダイス（三栄書房）

### 女性誌
- anan（マガジンハウス）
- MAQUIA（集英社）
- Tarzan（マガジンハウス）
- Steady（宝島社）
- LDK the Beauty（晋遊舎）

### レースクイーン
- 2012年 SUPER GT『TEAM MACH マッハ車検GAL』（他メンバー：松林彩、桜井未来、青山華佳）